# Johann Ernst Hoyos-Sprinzenstein
Johann Ernst Hoyos von Sprinzenstein, Freiherr von Stichsenstein (né le 24 février 1779 à Horn, mort le 28 octobre 1849 dans la même commune) est un Feldmarschall-Leutnant autrichien.

## Biographie
Johann Ernst Hoyos vient de la maison de Hoyos. Il est le fils du comte Johann Philipp Joseph et de son épouse Maria Christina princesse Clary-Aldringen. À 20 ans, il entre dans la Landwehr autrichienne et est commandeur d'un bataillon qu'il dirige avec distance, se reposant sur ses officiers. Le comte Hoyos n'est pas un soldat de métier, il participe comme volontaire aux guerres napoléoniennes de 1809 à 1815. Avec son bataillon, il est présent aux campagnes de 1813, 1814 et 1815 en Italie et en France. Dans les dernières années, il devient un colonel (sans solde). En 1821, il fait partie du Geheimer Rat et est Oberhofmeister de Ferdinand V de Hongrie. En 1826, il reçoit la grand-croix de l'ordre impérial de Léopold, en 1836 il est fait chevalier de l'ordre de la Toison d'or et major-général puis Feldmarschall-Leutnant en 1838.
Hoyos épouse Therese von Schlabrendorf, une nièce de Gustav von Schlabrendorf et héritière de domaines autour du château de Świny (en) qu'elle lèguera à son plus jeune fils Rudolf Hoyos von Sprinzenstein.
Quand commence la révolution autrichienne de 1848, Johann Ernst Hoyos-Sprinzenstein est nommé le 14 mars à 70 ans haut commandant de la garde nationale à Vienne, il est incapable de ramener l'ordre. En conflit avec des partisans de la radicalité, il démissionne puis est remis dans sa fonction après une pétition et est envoyé à Innsbruck par l'empereur qui finit finalement par lui demander de s'en aller. Quand il revint à Vienne, il est pris en otage le 27 mai par des révolutionnaires. Après la défaite de la Révolution, une enquête est menée contre lui, elle aboutit à sa libération. Hoyos se retire au château de Horn. Il fait une chute de cheval le 23 octobre 1849 et meurt de ses conséquences. Une chapelle commémorative est érigée sur le lieu de l'accident.

## Source de la traduction
- (de) Cet article est partiellement ou en totalité issu de l’article de Wikipédia en allemand intitulé « Johann Ernst Hoyos-Sprinzenstein » (voir la liste des auteurs).